# Théâtre national slovène de Maribor
Le Théâtre national slovène de Maribor (SNG Maribor) est un théâtre de Maribor, en Slovénie. Ses spectacles de théâtre, d'opéra et de ballet attirent chaque année le plus grand public théâtral du pays.
Le théâtre accueille régulièrement l'opéra et le ballet du Théâtre national slovène de Ljubljana. En janvier 2012, des représentations de l'opéra Masques Noirs de Marij Kogoj étaient prévues.